# Cástulo
Cástulo (del latín Castŭlō, y este del ibero Kastilo; en griego antiguo: Κασταλῶν, Kastalōn) es el nombre de una antigua ciudad iberorromana, capital de la Oretania. Sus ruinas se ubican en el municipio español de Linares, en la comunidad autónoma de Andalucía, a unos 5 km al sur de su núcleo urbano. Su acceso se realiza a través de un desvío debidamente señalizado en la carretera JA-4102 (Linares-Torreblascopedro). En sus inmediaciones se erige en la actualidad un centro de interpretación para la recepción de visitantes, junto con un aparcamiento.

## Localización
La ciudad iberorromana de Cástulo se encuentra localizada en el Alto Guadalquivir, en la provincia de Jaén, en las estribaciones de Sierra Morena, cerca de la ciudad de Linares, configurándose como nexo de unión con la meseta peninsular. Plinio el Viejo la utiliza como marca para definir parte de las dimensiones de Hispania. Se emplaza en una de las terrazas de la margen derecha del río Guadalimar, habiéndose estudiado vestigios del asentamiento tanto en las laderas como en una meseta amurallada ubicada en los cerros de Plaza de Armas y de La Muela, a unos 300 m s. n. m., controlando un ámbito visual extenso que domina la vega del río.

Vista panorámica del entorno de Cástulo, junto al Guadalimar

## Historia
Una de las características que definen el territorio de Cástulo es su ocupación ininterrumpida desde finales del III milenio a. C. hasta el siglo XV, momento en el que se abandona la ciudad, produciéndose la ruptura de una continuidad urbana que ha favorecido la conservación de los valores patrimoniales hasta la actualidad.

### Origen
Los orígenes del asentamiento se remontan al Neolítico Final, periodo en el que se desarrollaron sociedades aldeanas ligadas a una economía agraria incipiente (Cultura de los Silos) y que se constatan en los estratos arqueológicos inferiores de la ciudad iberorromana. Los momentos previos al Neolítico se documentan en los alrededores de la meseta, pudiendo adscribirse al Paleolítico Medio.
No será hasta el II milenio a. C., durante la Edad del Bronce Medio, cuando el espacio de Cástulo aparece como un centro destacado en toda la región de Sierra Morena, ligado a la explotación minera de sus ricos filones y a la actividad metalúrgica del cobre, el plomo y la plata. Las investigaciones recientes sobre los orígenes de la metalurgia en las estribaciones meridionales de Sierra Morena han revalorizado el papel de Cástulo como centro capital de la región desde un momento temprano, en el que se detectan contactos culturales con las comunidades metalúrgicas del sureste (cultura argárica), a la vez que se producen cambios importantes en la organización social, relacionados con la especialización de la actividad minera.
El Bronce Final está bien documentado en el territorio de Cástulo, a través del poblado de La Muela. Este se extiende desde la ladera suroriental del cerro del mismo nombre hasta la margen derecha del río Guadalimar, coincidiendo con la línea del ferrocarril, y constituye un espacio abierto al río en el que se localizan diferentes lugares de habitación entre los que destaca el denominado templo-palacio de La Muela, edificio de los siglos VIII-VI a. C. que podría identificarse con un palacio aristocrático, lo que nos habla ya de una gran complejidad social.[cita requerida] Esta etapa del Bronce Final muestra a Cástulo como un centro avanzado en la periferia de la denominada clásicamente como cultura tartésica, que ejerce como receptor primario de los intereses mineros griegos y fenicios en el Alto Guadalquivir.

### Etapa ibérica

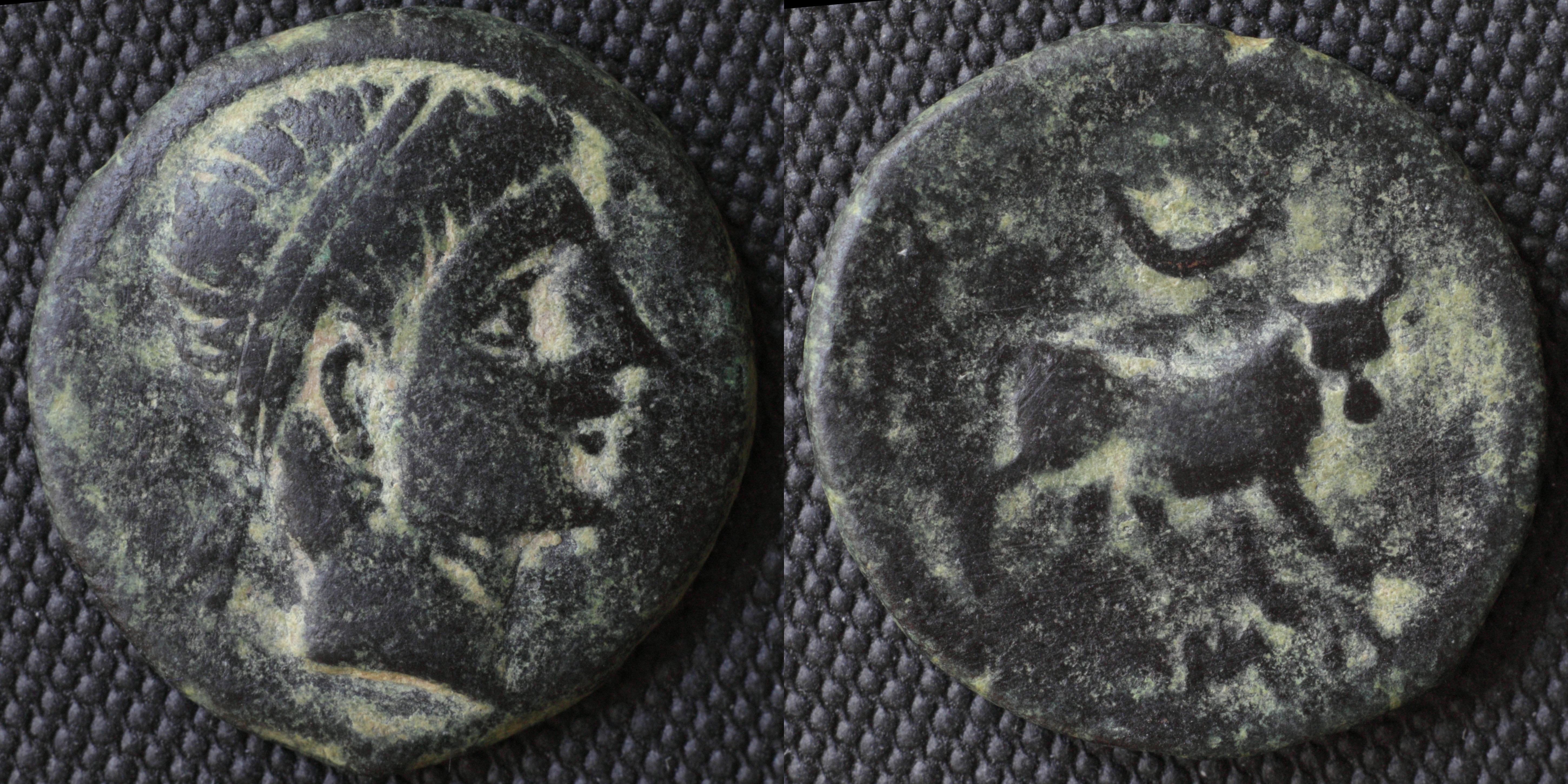
Semis acuñado en Cástulo con posterioridad al año 214-212 a. C.

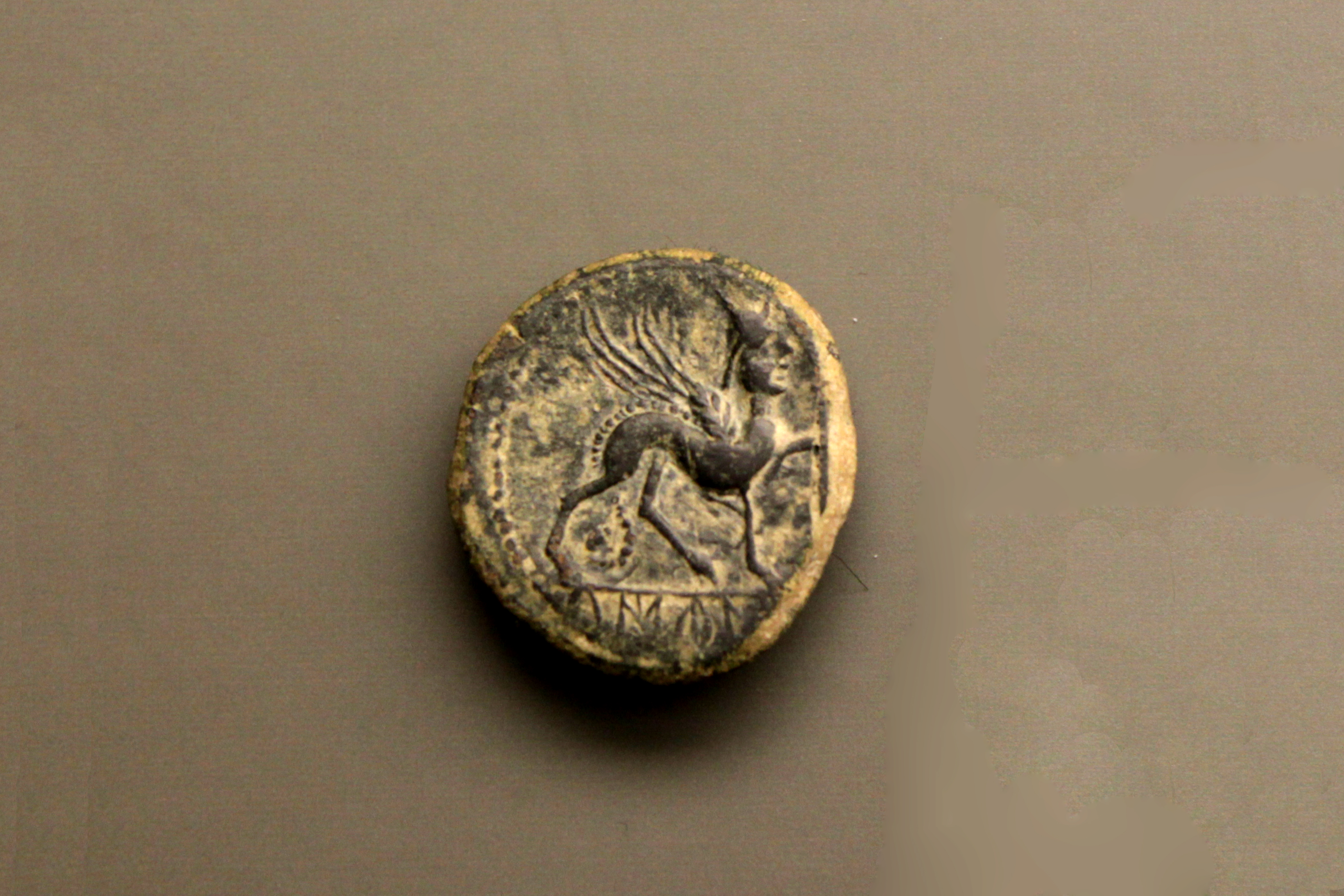
As de Cástulo del al

La quiebra de estas relaciones con el Bajo Guadalquivir en el siglo VI a. C., junto con la introducción de la tecnología del hierro frente a la del bronce, origina la aparición de la cultura ibérica regional. En los siglos VII y VI a. C. surge una aristocracia local que, una vez consolidada, protagonizará un proceso histórico propio expresado en cambios en el patrón de asentamiento y en el modelo urbanístico. Es en este momento cuando el poblado de La Muela se traslada a la cima del cerro homónimo, dando origen al emplazamiento histórico de la ciudad, surgiendo el oppidum de Cástulo, un recinto amurallado adaptado a los contornos de la meseta. La visión actual de las murallas se caracteriza por la impronta de remodelaciones posteriores a la etapa ibérica; el lienzo conservado en la cima del cerro y en la ladera norte fue excavado parcialmente en la década de 1970, evidenciando la realización de derribos de anteriores fortificaciones y conservándose una potencia de 1,5 metros, con aparejo de bloques de piedra desbastada y trabada con barro, quedando reforzada la estructura con bastiones cuadrangulares en los puntos de inflexión del trazado.
Intramuros, el sitio constituye en este momento histórico el principal núcleo de población de la Oretania, siendo el oppidum indígena más extenso de la Península, contando con ceca donde acuñaba moneda propia. Varios son los testimonios clásicos que hacen referencia a la ciudad y sus más ínclitos personajes, destacando el protagonismo de Cástulo en la segunda guerra púnica como aliada de Cartago, estableciéndose alianzas matrimoniales entre ambas sociedades, como el matrimonio de Aníbal con la princesa íbera Himilce, según narran las crónicas.
No obstante, el conocimiento arqueológico de este período no está aún completo, conociéndose de forma aislada gracias a los restos localizados bajo las construcciones romanas. La cultura ibérica en Cástulo se encuentra mejor estudiada Sólo a través del mundo funerario. Las excavaciones en las necrópolis de Casa Blanca, Baños de La Muela, Los Patos, Estacar de Luciano, Cerrillo de los Gordos, Los Higuerones, Puerta Norte, Molino de Caldona y Estacar de Robarinas han completado el estudio de las prácticas funerarias ibéricas en Cástulo, desde el siglo IV a. C. hasta el I d. C., observándose una pervivencia del rito de incineración hasta mediados de este siglo I, cuando empiezan a documentarse las primeras inhumaciones. Las tumbas suelen encontrarse agrupadas en torno a una principal, en la que el ajuar suele destacar por la presencia de objetos exóticos, que actúan como elemento de prestigio, lo que se interpreta como una extrapolación al mundo funerario de las relaciones de dependencia clientelar mantenidas en vida en el seno de los grupos aristocráticos.

### Etapa romana

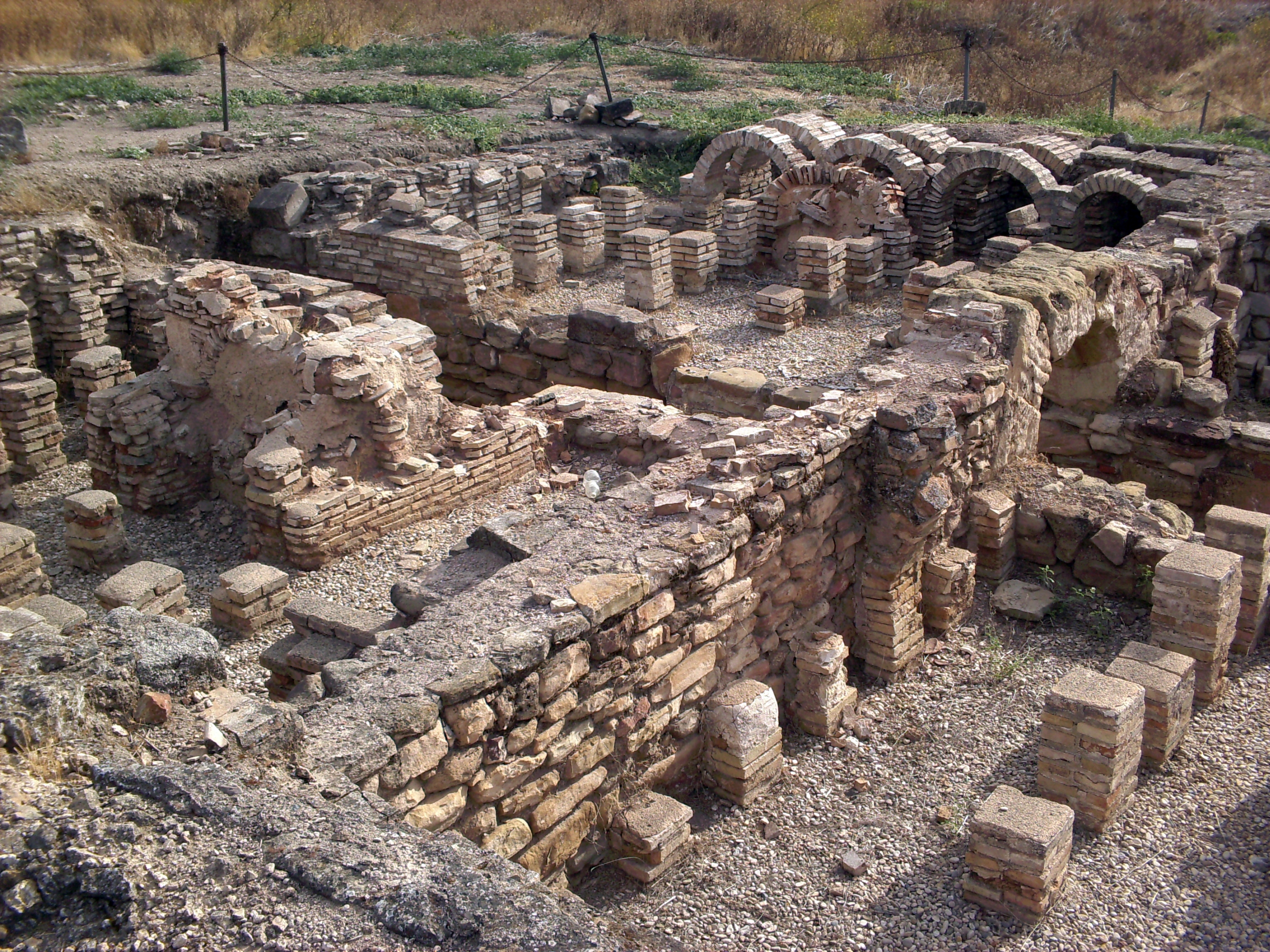
Termas romanas de la Villa del Olivar.

Las relaciones con Cartago se rompen en el momento en que la aristocracia local suscribe un pacto con Escipión el Africano, en representación de la República romana, en los últimos años del siglo III a. C. Desde entonces, la ciudad adquiere la condición de libre e inmune, pudiendo mantener las instituciones de gobierno tradicionales a cambio de la admisión de una guarnición romana, y de la eventual aportación de tropas. Comienza aquí el proceso de romanización de la ciudad, que culmina probablemente en época imperial, cuando Cástulo se convierte en municipio de derecho latino. De esta fase se conservan en superficie vestigios de algunas de las grandes obras públicas que se realizaron. En el extremo noroccidental del cerro de La Muela se observan los depósitos principales de distribución de agua a la ciudad, que llegaba a través de un acueducto del que todavía se aprecian sus pilares al norte de las murallas. Al sur de estas cisternas se distingue una hondonada semicircular, acotada en un lado por machones de mortero, que debió ser el asiento de las gradas del teatro. Desde el actual Cortijo de Santa Eufemia en dirección al castillo, el espacio se salpica de puntos de distribución del caudal de agua a las distintas zonas de la ciudad.
Otro espacio a destacar en la impronta romana de la ciudad es la denominada villa urbana del Olivar, ubicada en el espacio central y hacia el este de la meseta amurallada. Consta de una serie de habitaciones de época altoimperial, posiblemente de uso público, relacionadas con unas termas, entre las que destacan el hipocaustum y varios patios de distribución, uno de ellos con una fuente central que conserva el pavimento original de opus spicatum.
Estas instalaciones de la villa urbana del Olivar fueron utilizadas hasta época tardorromana, cuando se realizaron una serie de remodelaciones especialmente visibles que introdujeron distintas estancias absidadas, que parecen implicar una transformación de la villa como extremo oriental del foro de la ciudad, posiblemente asociado a necesidades religiosas. En este momento se observa cómo la ciudad ya ha comenzado a despoblarse, iniciándose su abandono, siendo muestra de ello la aparición de inhumaciones intramuros sobre estratos de los siglos I y II.
Fuera de la meseta, la ocupación romana del territorio de Cástulo no se ciñe exclusivamente a la captación de agua o al área de necrópolis, siendo patente en lugares como Torrubia, donde se sitúa una importante villa romana localizada junto a lo que parecen los restos de la Vía Augusta, eje de comunicación principal de la Hispania romana y que unía la ciudad con el Bajo Guadalquivir y el noreste de la península.

### Etapa medieval

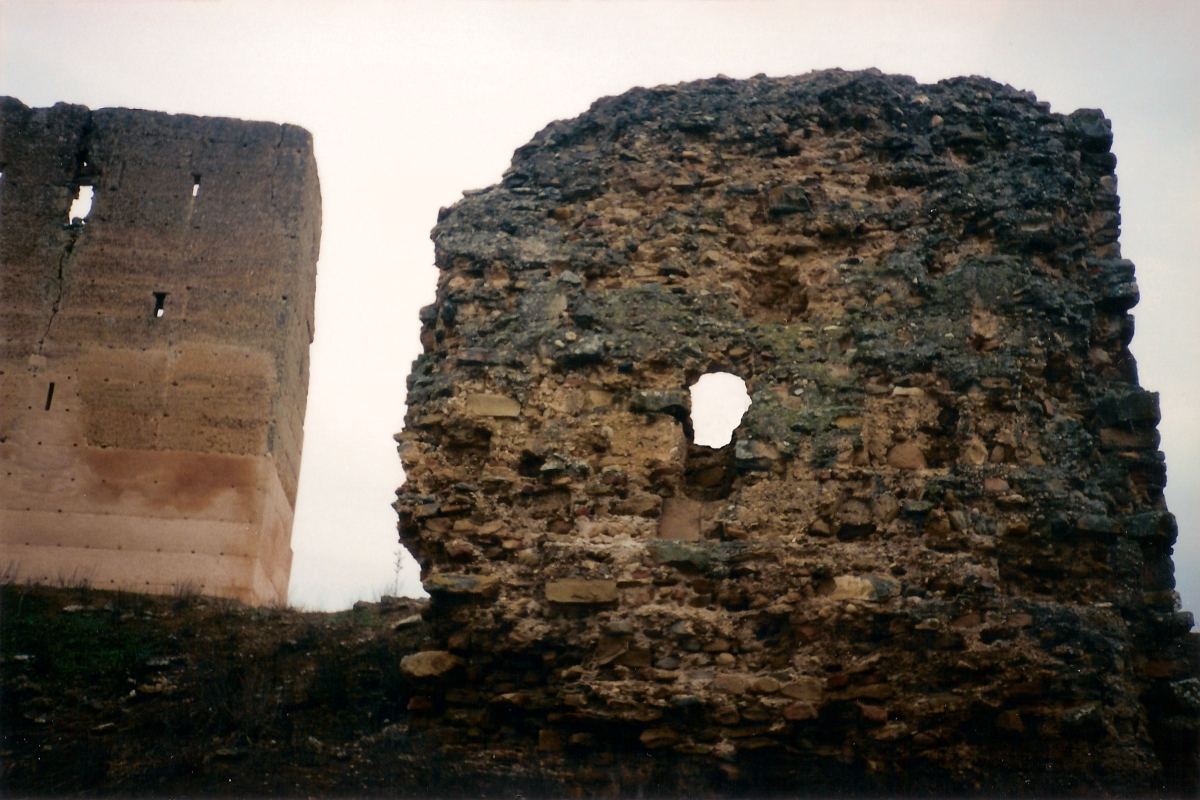
Castillo de Santa Eufemia.

El abandono del cerro de La Muela queda patente a partir del período islámico, durante el cual sólo se conocen restos aislados sobre el lugar de la ciudad romana, situándose un núcleo de población en el cerro de Plaza de Armas, donde se erige una fortaleza, el denominado castillo de Santa Eufemia. De este contexto temporal, cuando el sitio de Cástulo aparece reflejado en las fuentes como Qastuluna, sólo se conserva visible la torre central de la fortaleza, de planta rectangular y construida en argamasa, así como algunos fragmentos del lienzo de la muralla exterior, del que se conservan los restos de seis torres.
De la etapa de ocupación de la Qastuluna islámica destaca un sitio localizado al norte de la zona arqueológica, en el paraje del Fontanar, ocupación que según el conocimiento arqueológico actual podría traducirse en el núcleo urbano más importante de esta época, con evidencias que se inician en época emiral.
En el siglo XIII Cástulo fue conquistada por Fernando III el Santo durante la campaña de Baeza, pasando a formar parte del concejo de esta ciudad, hasta que a mediados del siglo XIV pasó a la jurisdicción de Linares.

### Etapa moderna
Durante el siglo XV se procedió a la demolición de las defensas del castillo de Santa Eufemia y de los restos de edificios que aún quedaban en pie para que no sirvieran como refugio de bandidos y salteadores de caminos, y se hicieron dos intentos fallidos por repoblar el lugar, que quedó definitivamente abandonado. Poco tiempo después se erigió la ermita de Santa Eufemia, que permaneció en pie hasta el siglo XVIII, cuando las tierras de Cástulo fueron repartidas entre varios vecinos de Linares, siendo hoy imperceptible el rastro de dicha ermita.

### Etapa contemporánea
Los siglos XIX y XX muestran la ciudad y su territorio adscritos a un espacio rural, en el que se ubican cortijos y caseríos dispersos que integran elementos reutilizados de Cástulo, constituyendo inmuebles de evidente valor arqueológico y entre los que destacan ejemplos como el Cortijo del Álamo.

## Investigación y excavación
Cástulo aparece mencionada en el Diccionario de Pascual Madoz:

Una ciudad tan poderosa y célebre se halla reducida hoy al cortijo de Cazlona, residuo de su antiguo nombre. El Ilm. Sr. D. Francisco Pérez Bayer visitó este sitio, en el viaje que hizo a Andalucía hacia 1782, y dice: que a la derecha del río Guadalimar hay un molino que se llama de la Caldona. Desde este molino comienza a elevarse un mediano collado y como a un tiro de bala se divide en dos, que distan entre sí unos 100 pasos, dejando en medio un pequeño arroyo (San Ambrosio). En el collado de la derecha se eleva una gran torre de hormigón y alrededor hay otras dos torres y ruinas y cimientos de otras que muestran haber habido allí recinto de ciudad o fortaleza. En el collado de la izquierda hay una ermita de Santa Eufemia, bastante capaz, con su atrio y una pequeña hospedería. Toda esta ermita por dentro y fuera y el atrio están encastrados de inscripciones romanas y en la circunferencia de la ermita hay una selva de trozos de columnas y capiteles, festones y volutas de varios órdenes, lisas, estriadas de varios bustos y tamaños... Restos de un antiguo esplendor que incluso en nuestros días han desaparecido.

Las investigaciones, prospecciones y excavaciones llevadas a cabo en el yacimiento se desarrollaron ininterrumpidamente desde 1969 hasta 1983 (destacando los trabajos de José María Blázquez), y después más esporádicamente, hasta 1991, fecha en que cesaron por cuestiones administrativas ajenas al proceso de investigación. A partir del año 2011, con la creación del Conjunto Arqueológico de Cástulo, y a través del proyecto de investigación Forum MMX, se han retomado las excavaciones arqueológicas que han sacado a la luz restos de edificaciones públicas, concretamente un posible templo de época imperial del siglo II que cuenta con muros estucados con motivos geométricos y un pavimento de mosaico en un gran estado de conservación.

## Hallazgos

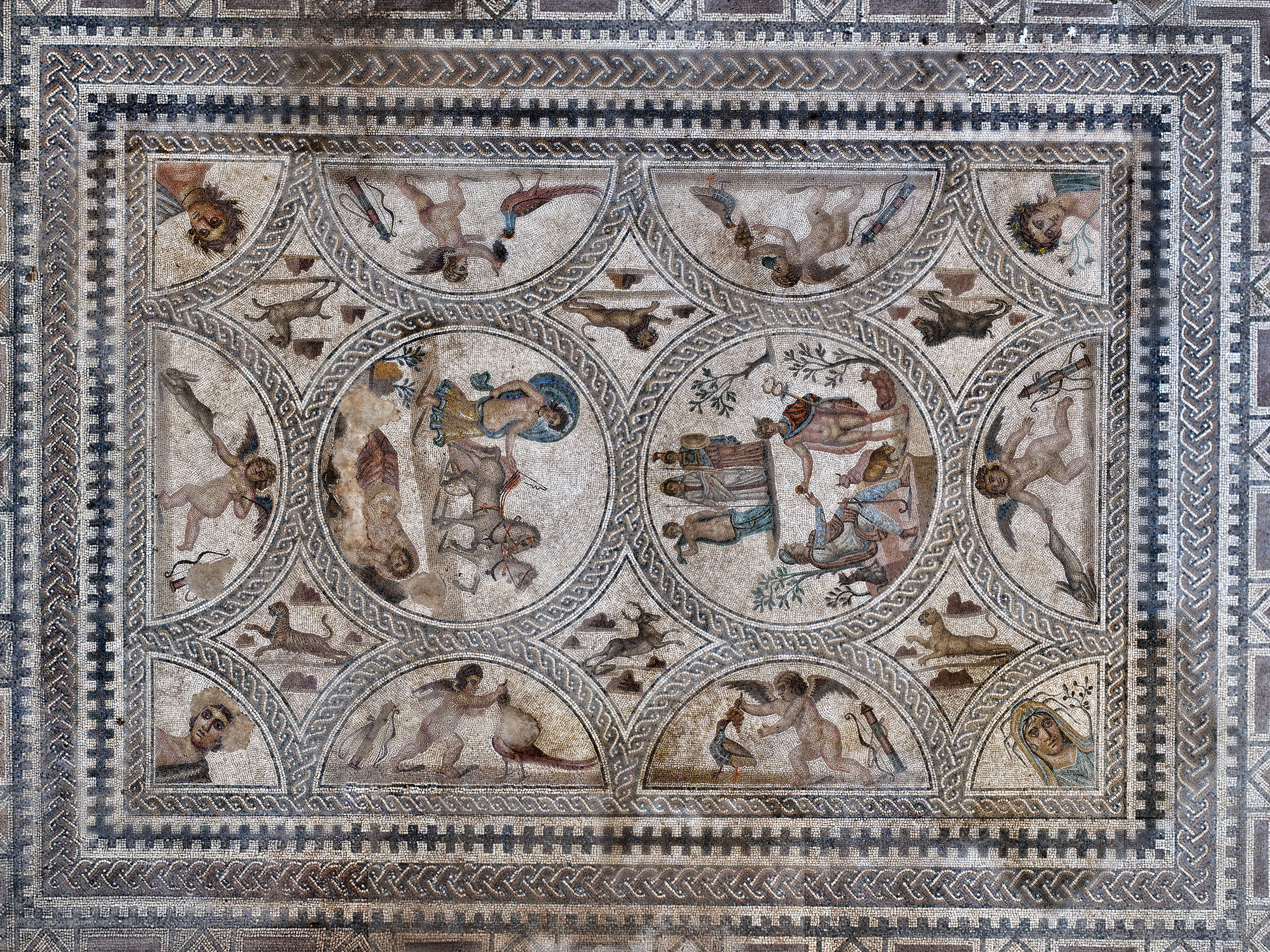
Motivo central del Mosaico de los Amores, descubierto en 2012

### Mosaico de los Amores
El mosaico es una alfombra de más de 750.000 teselas enlazadas en el suelo de un edificio, que data alrededor del siglo II o I a. C.
Se trata de una composición geométrica en blanco, negro y ocre, marcando los emblemas por sus cuatro lados. Muestra una composición de cuadriculado de bandas trazadas, integrado por una estructura de calles de cuadrados rectos y oblicuos separados por rectángulos, cada uno de ellos compuesto en su interior por figuras geométricas como rectángulos, círculos, cuadrados, entre otros. Que logran proporcionar una sensación de geometrismo.
El emblema del pavimento está enmarcado en tres orlas diferentes. La exterior formada por una hilera denticulada sobre un fondo oscuro. La orla  interna por dos hileras denticuladas, lo que causa un efecto de cremallera.
El panel principal del pavimento del mosaico de Cástulo constituye una variante del conocido «esquema a compás», que consiste en incluir en un cuadrado un círculo central, este a su vez rodeado de cuatro semicírculos a los lados y cuatro cuartos de círculo en los ángulos. Este esquema se remonta desde el siglo II al siglo IV d. C., predomina especialmente en los mosaicos tempranos de la Bética y zonas limítrofes, dentro del contexto marino, que se piensa que llegaría aquí mediante las relaciones que se mantenían con Grecia. Igualmente, todavía no se conoce con exactitud su lugar de producción original.
Sin embargo, en este conjunto, Cástulo representa dos círculos centrales, y no uno como es habitual del «esquema a compás». Es así que el resto del espacio está dividido en seis lunetas, se presentan dos en cada uno de los lados largos del mosaico, conservando un medio-circunferencia en los lados cortos. Del mismo modo, forma seis espacios cuadrangulares entre los cuatro originales, y mantiene intactos los cuatro cuartos de círculo.
Las figuras humanas y los animales salvajes bajo tonalidades azules conforman principalmente el emblema de Cástulo, y todas tienen un carácter mitológico y simbólico. Los cuartos de círculo que hay en cada uno de los ángulos del mosaico lo forman los bustos alegóricos de las estaciones, con su correspondiente iconografía y atributos típicos.
- La primavera: Aparece representada una mujer con el torso completamente desnudo y cubierta por un manto de un tono azulado que le cae por el hombro izquierdo. Su cabeza, que aparece girada hacia la derecha, está adornada con una corona floral. A su derecha se aprecia un ramo de flores de color rojo.
- El verano: Joven que aparece ataviada de la misma forma. Lleva un collar en el cuello, y en este caso, su cabeza aparece sutilmente girada a la izquierda y adornada con espigas.
- El otoño: Presenta cierta ambigüedad debido a sus rasgos afeminados en la línea de las representaciones de Baco (Dios romano). Visto de frente, aunque tanto su cabeza inclinada como su mirada se dirigen hacia la derecha. Su torso, también desnudo, está cubierto por la pardalis que le cuelga por el hombro izquierdo. Lleva colocados a ambos lados de la cabeza los típicos racimos de uvas.
- El invierno: Aquí acaba el ciclo anual. Un personaje femenino con semblante triste. Vestida con un traje drapeado y con un manto que cubre su cabeza, en tonos azul y ocre. Trasporta las plantas características del invierno, con ramas de mijo sobre la cabeza y a su lado izquierdo, un ramo de olivo. Su rostro y mirada se inclinan hacia la izquierda.

Como dato curioso, en función del lugar desde el que se observe, las figuras miran hacia dentro (lados menores) o hacia afuera (lados mayores). Igualmente, el color de piel y la luz de los bustos varían dependiendo de la estación que representan. Asimismo, la luz y la piel de la Primavera es luminosa y clara; la del Verano intensa y oscura, la del Otoño se afloja y por último, la del Invierno es opaca.
Las medias circunferencias de los lados mayores se han decorado con cuatro Erotes, vistos de tres cuartos, dos de frente (uno en cada lado corto) y cuatro de espaldas (dos en cada lado largo), con la cabeza de perfil y los cabellos castaños. Los situados en los lados más largos del mosaico ofrecen racimos de uvas, unos a perdices y otros a faisanes. Los amorcillos con sus cuerpos regordetes se mueven con la intención de atrapar a los animales, para ello han dejado sus atributos en el suelo, el arco y el carcaj con las flechas que disparan para incitar el amor y las pasiones. Están desnudos y sin alas, todos excepto el más cercano a la estación de Invierno proyectan sombras hacia adelante, el otro hacia atrás. Los animales están picoteando las uvas. Las aves tienen una pata de color naranja y otra de color marrón, para mostrar una mayor claridad. En las lunetas de los lados menores, hay Erotes cazadores que han atrapado a una liebre que cogen de las patas traseras, agarrando con la mano izquierda un lagobolon.
Los seis espacios con forma cuadrangular que forman las figuras circulares están decorados con animales, mamíferos, herbívoros y carnívoros: jabalí, león y caballo en uno de los lados; tigresa, ciervo y leona en el otro. 
- Si proseguimos al análisis de los dos círculos centrales, en uno de ellos se ha representado el Juicio de Paris. Según la leyenda, Eris, diosa de la discordia, enfadada porque Thetis y Peleo no la habían invitado a la boda, reto a las diosas presentes a recoger una manzana de oro para que se la dieran a la más hermosa de las tres diosas: Afrodita, Hera y Atenea. Paris actuaría como juez. Afrodita prometió el amor de la mujer más bella de la tierra; Hera prometió darle Asia; Atenea la victoria en los combates. Paris eligió a Afrodita. Esta mujer es Elena, ambos se enamoran y se origina la guerra de Troya. A simple vista, aparece Afrodita junto a Hera y Atenea, Hermes con Caduceo y Paris sentado en la roca, sujetando la manzana de oro en la mano derecha.[14]

- En el otro círculo central se ha representado el Mito de Selene y Endimión, en el que la diosa, que se ha bajado del carro tirado por dos corceles, se aproxima a un pastor dormido. El mito cuenta los amores de la diosa Luna con el pastor, tan hermoso que la diosa sintió una gran pasión por él. Pero todo se torna contra ellos cuando Zeus cumple la promesa que había hecho a Endimión, la de dormirse en un sueño eterno, y asimismo, permanecer siempre joven.

Finalidad: El mosaico tiene una moraleja, ambas historias tienen un final trágico. Las responsables, en este caso, han sido las diosas y todo ha sido provocado por un exceso de amor. Lo mismo sucede con los animales o los Erotes de las medias circunferencias. En el caso de los animales, las ofrendas a las aves sirven como anzuelo, pero en este caso, no es una ofrenda cualquiera, sino uvas, cuyo zumo, el vino, bebido en exceso puede traer consecuencias negativas.  Asimismo, los Erotes, quienes utilizan las flechas para enamorar a quienes las reciben, simbolizan el mal amor. Respecto a los animales representados corriendo, también aluden al bien y al mal, como perseguidores y perseguidos.

### Otros
Un hallazgo reciente ha sido otro mosaico, construido en el siglo I. Se cree que fue en un edificio público dedicado al culto imperial, posiblemente levantado en honor al emperador Domiciano. Sin embargo, se destruyó en el siglo II, tras su muerte. Se trata de un mosaico muy colorido que presenta motivos geométricos, con teselas que forman cuatro octógonos grandes que conforman otros más pequeños en el centro. Los colores de las teselas tienen tonos rojos, azules, grises, blancos y ocres.
Las excavaciones han permitido recuperar dos lucernas de cerámica, en la zona identificada como el mercado, con la menorá, símbolo judío e incluso también de una sinagoga, que sería la más antigua de España localizada hasta la fecha. En Cástulo se asentaron varias civilizaciones, entre ellas, la comunidad judía. Hallazgos como este indican que podían haber llegado a la península antes de lo que se creía. Data de los siglos III y IV, lo que es sorprendente dada que la constancia que se tenía de la comunidad judía en la península por los números hallazgos encontrados a lo largo de los años databan de los siglos IX o X d. C. En otras palabras, este resto de cerámica podría ser de los más antiguos hallados en la península ibérica, lo que posteriormente sería una fuente importante a considerar, puesto que demostraría la presencia de los judíos desde la época romana.

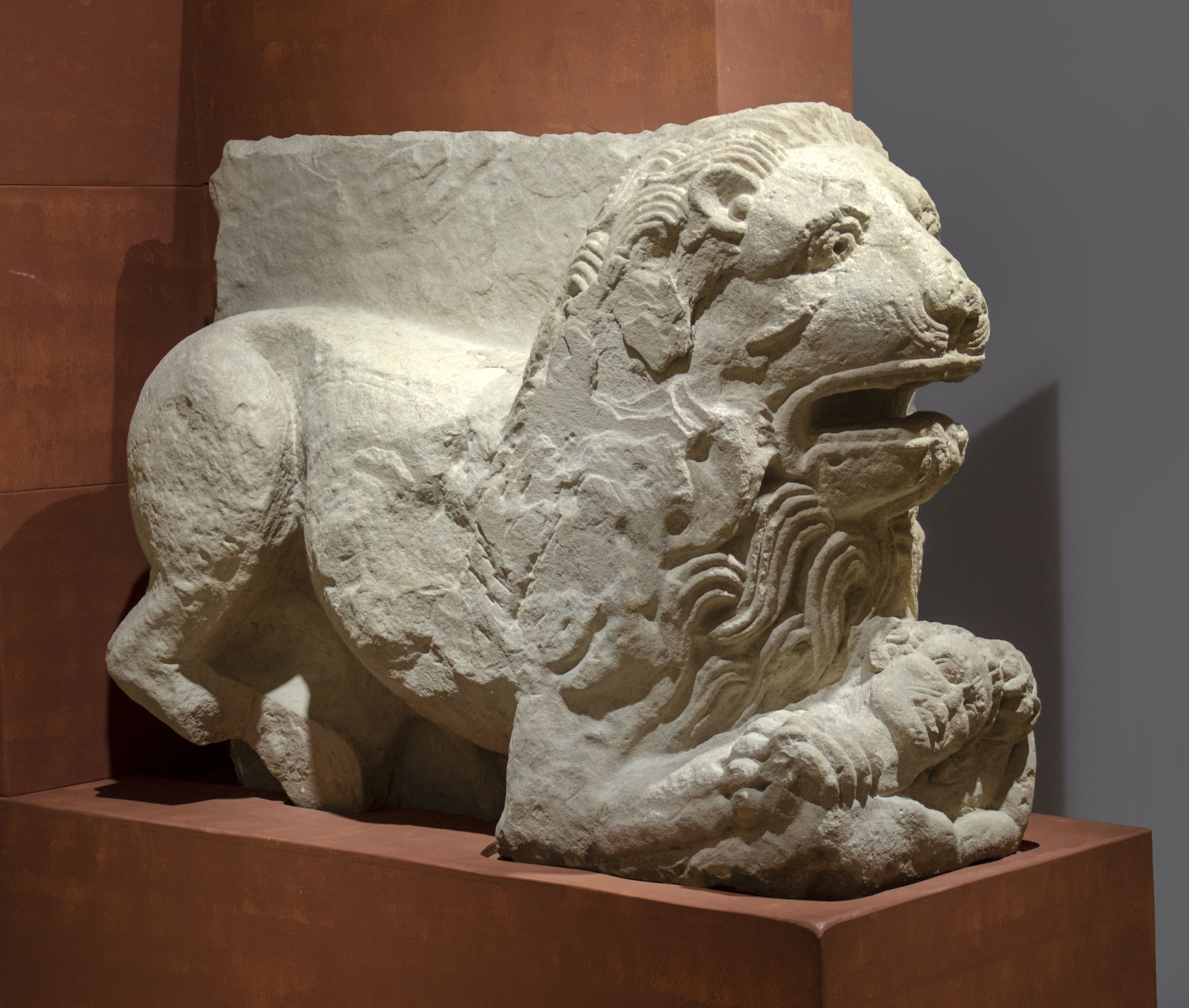
León ibérico de la puerta norte.

También se ha hallado una monumental escultura de un león de piedra de 1,20 por 0,90 metros y una tonelada de peso, que estaría situada, presuntamente junto a otra similar, flanqueando un acceso septentrional de la ciudad que pudo haber estado en funcionamiento desde la dominación cartaginesa hasta principios del siglo I. Es una escultura completa de un león que clava su zarpa en el cuerpo de un individuo. El león simboliza la fuerza, la protección, en este caso, de la ciudad de Cástulo. Esta figura es la mejor conservada de la península ibérica.
Otros hallazgos destacables son una gran cisterna de época altoimperial y un conjunto de fragmentos de vidrio tallado, pertenecientes a una patena del siglo IV que muestra una de las primeras representaciones de Cristo. Realizada en vidrio de tonalidad verdosa, la patena mide 22 cm de diámetro y 4 cm de altura, conserva el 80% de su volumen y muestra mediante la técnica del esgrafiado a un Jesús imberbe y de cabello rizado al estilo alejandrino, que sostiene una cruz gemada en la diestra y las Sagradas Escrituras en la izquierda, y que está flanqueado por dos apóstoles, posiblemente Pedro y Pablo. La escena se enmarca entre dos palmeras, una alegoría tradicional del más allá en la iconografía cristiana; también aparecen un crismón y las letras alfa y omega.
Durante la campaña de excavación de 2015 se descubrieron nuevos elementos, como dos tumbas infantiles cubiertas con tejas a dos aguas en la denominada área 3 o casa ibérica, y otra tumba infantil en el área 4, lugar donde se localiza una torre de época púnica en la parte más alta de la ciudad. En este mismo sector se descubrió una joya tallada en cristal de roca, de 16 mm y fechada en el siglo I, que muestra un erote intentando alcanzar con una vara las ramas de un árbol, sobre el que se apoya una escalera.